# Uropoda regia
Uropoda regia es una especie de arácnido del orden Mesostigmata de la familia Uropodidae.

## Distribución geográfica
Se encuentra en Bolivia.